# ガントプロジェクト
ガントプロジェクト(GanttProject)は、GNU GPLの下で提供されているオープンソースのプロジェクト管理用のフリーソフトである。

## 特徴
シンプルなGUIとKISSの設計思想に基づいた機能の絞り込みにより、操作や習得が簡単である。またJavaで開発されているため、マルチプラットフォーム（Windows、Linux、Mac OS X）に対応している。
スケジュールの作成、Work Breakdown Structure(WBS)の管理、リソース管理、ガントチャート、PERTチャート、進捗管理、工数管理等のプロジェクト管理の基本機能は備えているが、予算・支出管理やこのアプリからの直接のメッセージ機能などはない。
日本語を含め30ヶ国語に対応している。
主な機能:
- 工程の階層(WBS)、依存の設定
- ガントチャート
- リソース負荷図　(Resource load chart)
- PERTチャート
- PDF、HTML出力
- Microsoft Projectで作成したファイルの編集
- エクセルとのデータのやりとり
- WebDAV ネットワーク上でのファイル共有
- 検索機能

サードパーティーにより開発されたアドオンが公式サイトで配布されている。中には複数のプロジェクトの統合管理を可能にするべく開発が続けられているものもある。
「GanttProject at Web」はSourceForgeにおけるGanttProjectのサブプロジェクトでありweb上で利用を可能にしたもので、LANの中やwebでプロジェクト管理が出来る。

## 評価
- Google Codeのサイトからのバージョン2.0.10のダウンロード数は2011年9月の時点で百万回を超えた[1]。
- cnetにおけるユーザー評価は☆3.5、(MS Project は☆4.0) [2]。

## 表示画面のサンプル

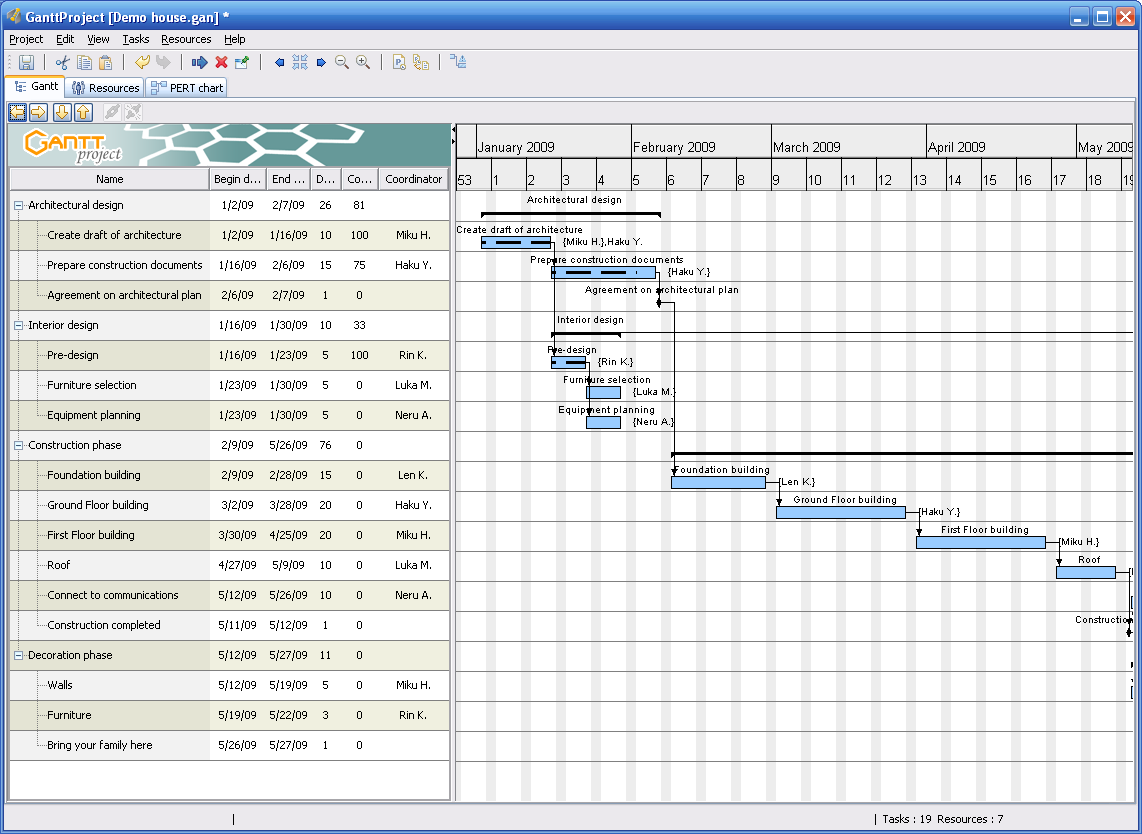
ガントチャート表示サンプル ver 2.0.10
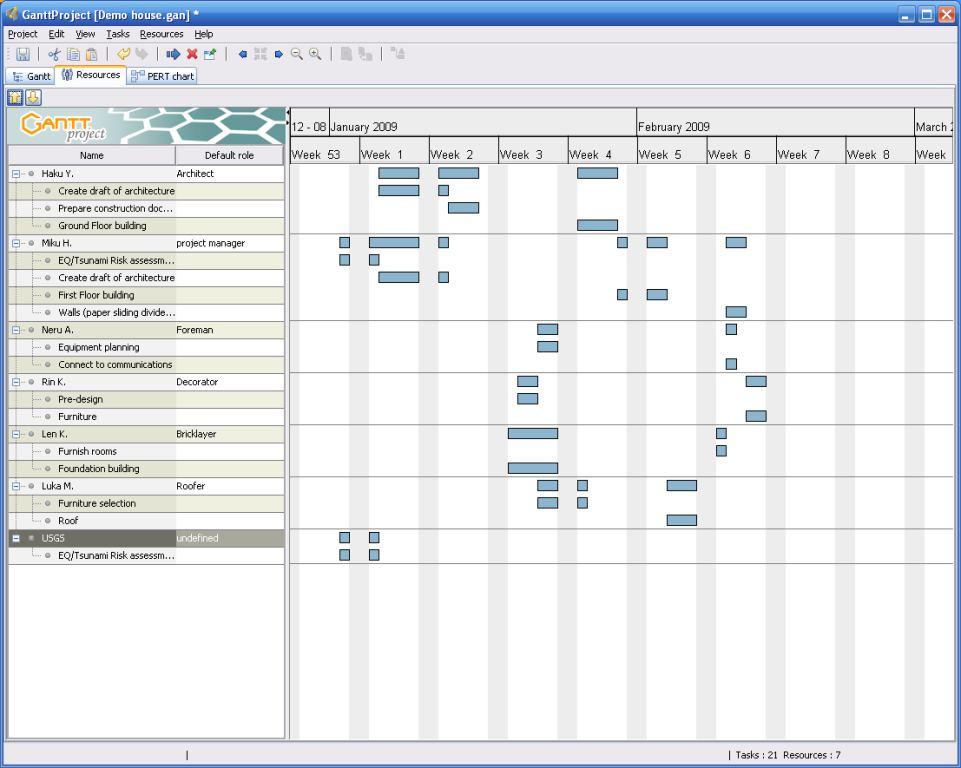
担当者作業工数表 ver 2.0.10
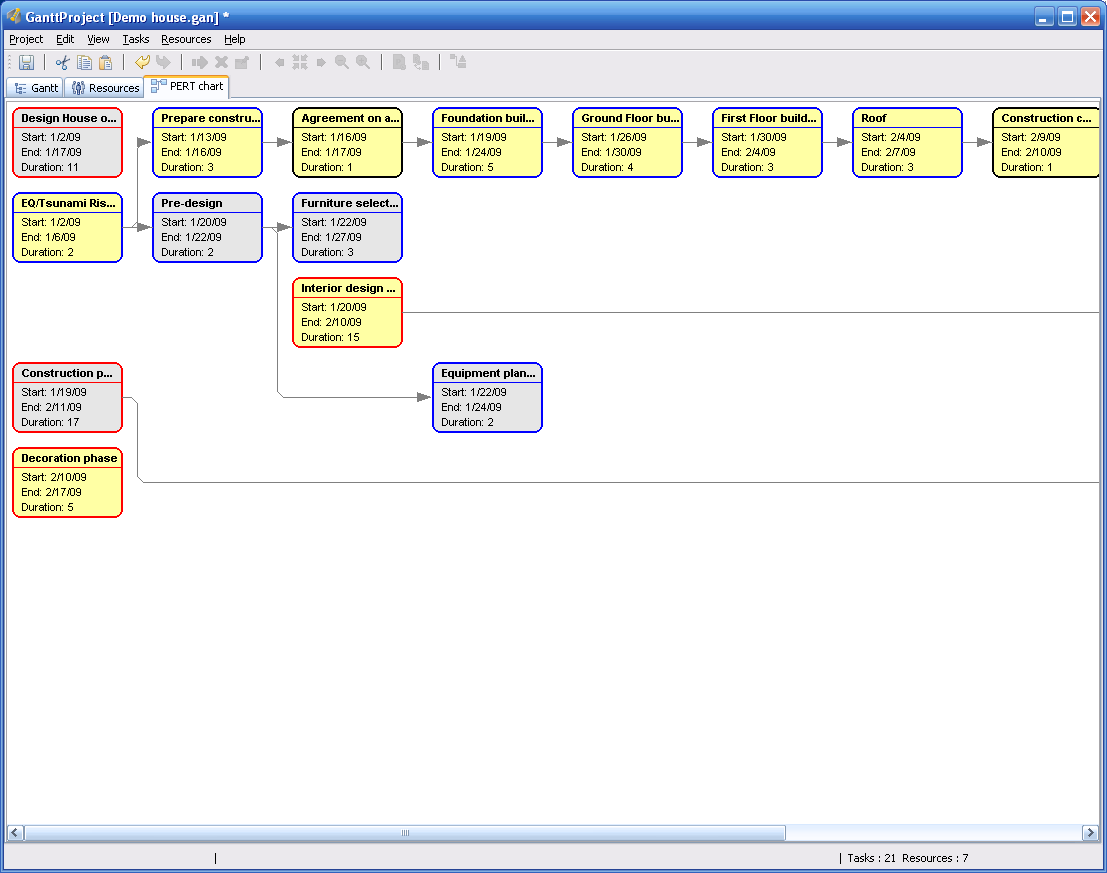
PERT チャート ver 2.0.10